# 明洋型測量船 (3代)
明洋型測量船（英語: Meiyō-class hydrographic survey vessels）は、海上保安庁の測量船の船級。公称船型は中型測量船。

## 設計
先行して昭和60年度計画で建造された「天洋」の発展型として設計された。船内スペース確保のため、船首楼は延長されて長船首楼型となり、甲板室を1層増やして上甲板上3層とした。これにより、「天洋」では後部下甲板に配置されていた乗員室や調理室などが船首楼内に収容され、居住区が船前部に集中配置されるようになったことで、船内の通行の便も改善した。また速力向上が求められたことから、バルバス・バウも大型化されている。測量時には船体動揺を極力抑えることが望ましいが、性格上から漂泊ないし低速航行時が多いことから、他のHL型測量船と同様、減揺装置としては減揺タンクが採用された
主機関としてはダイハツ6DLM-24ディーゼルエンジン、推進器は可変ピッチ・プロペラである。精密な操船が求められる性格上から、推力4トンの大型のバウスラスタも備えているほか、舵もフラップ付特殊舵2舵とした。電源としては、主軸発電装置2基とディーゼル発電機2基が装備された。また主配電盤はマイクロコンピュータ制御とされており、故障機の自動解列や負荷の自動管制、スタンバイ中の発電機の自動同期投入などが可能である。
なお音響機器への悪影響を防ぐために水中放射雑音の低減策を講じており、主機関およびディーゼル発電機は防振ゴムを介して防振支持され、発電機は防音パッケージに収容された。また機関室区画の隔壁には制振材が取り付けられているほか、プロペラと船体との間隔も大きくされた。なおプロペラシャフトと主機との間にクラッチを設けて、主機運転中でもプロペラの回転を止められるようになっている。

## 装備
海洋測量装置としては、船底に設置されたシービーム2000/12型マルチビーム音響測深機（MBES）をはじめとして、水深測量自動集録処理装置（SYSTEM 900）、多素子音響測深機、浅海音響測深機（アトラス・デソ20）、海上磁力計、海上重力計、複合測位装置、精密電波誘導装置を備えている。
このうち、シービーム2000/12はアメリカ合衆国のジェネラル・インストゥルメント社製のマルチビーム音響測深機であり、「拓洋」で装備化されたものの改良型にあたるが、同機種としては、日本だけでなく世界的にも初の導入であった。水深10～11,000メートルまでの広域幅測深を行う海底地形調査システムであり、1回の送受信で水深の約2倍までの測深幅を得ることができる。船底の船首尾線に沿って、船尾側に28個の送波器が、またこれとT字型になるよう、船首側に84個の受波器が配置されていた。周波数は12キロヘルツ、送信は幅92度のファンビームとして行われる。待受け受振方式を採用しており、2度×2度と非常に細い46本の待受けビーム（preformed beam）を合成することができた。これにより、海底地形を即座に等深線図として作図することができた。
海底の地質・地殻構造探査のためには、地層探査機と採泥器が搭載された。地層探査機は「天洋」と同じく、アメリカ合衆国EG&G社製の8,000ジュールのシステムを採用している。これは船尾より曳航した送信電極のスパークアレイによって海中で火花放電させ、その衝撃波が海底や海底下の地層境界にあたった反射波をとらえて、海底下数百メートルまでの地質構造資料を得るものである。
また一般海洋観測のためには、自記塩分温度深度記録装置（CTD）、多層音波流速計（ADCP; RDVM-75）、自記験流器、流況解析装置、自記式流向流速計が搭載された。

## 同型船一覧
| 計画     | #     | 船名 | 起工          | 進水          | 竣工           |
| -------- | ----- | ---- | ------------- | ------------- | -------------- |
| 昭和63年 | HL-03 | 明洋 | 1989年7月24日 | 1990年6月29日 | 1990年10月24日 |
| 平成3年  | HL-05 | 海洋 | 1992年7月7日  | 1993年4月26日 | 1993年10月7日  |